# Croca de llevant
La croca de llevant (Anamirta cocculus), és una planta amb flors enfiladissa de la família de les menispermàcies nativa del sud-est d'Àsia. El seu fruit, que pot ser anomenat croca o també croca de llevant, és d'on s'extreu la picrotoxina, un alcaloide verinós amb propietats estimulants.
Addicionalment pot rebre el nom d'anamirta.

## Descripció
Aquesta planta té la tija grossa (fins de 10 cm de diàmetre); les flors són de color blanc groguenc i flairoses mesuren de 6 a 10 cm de diàmetre; el seu fruit és una drupa, "d'un 1 cm de diàmetre quan és sec".

## Substàncies químiques

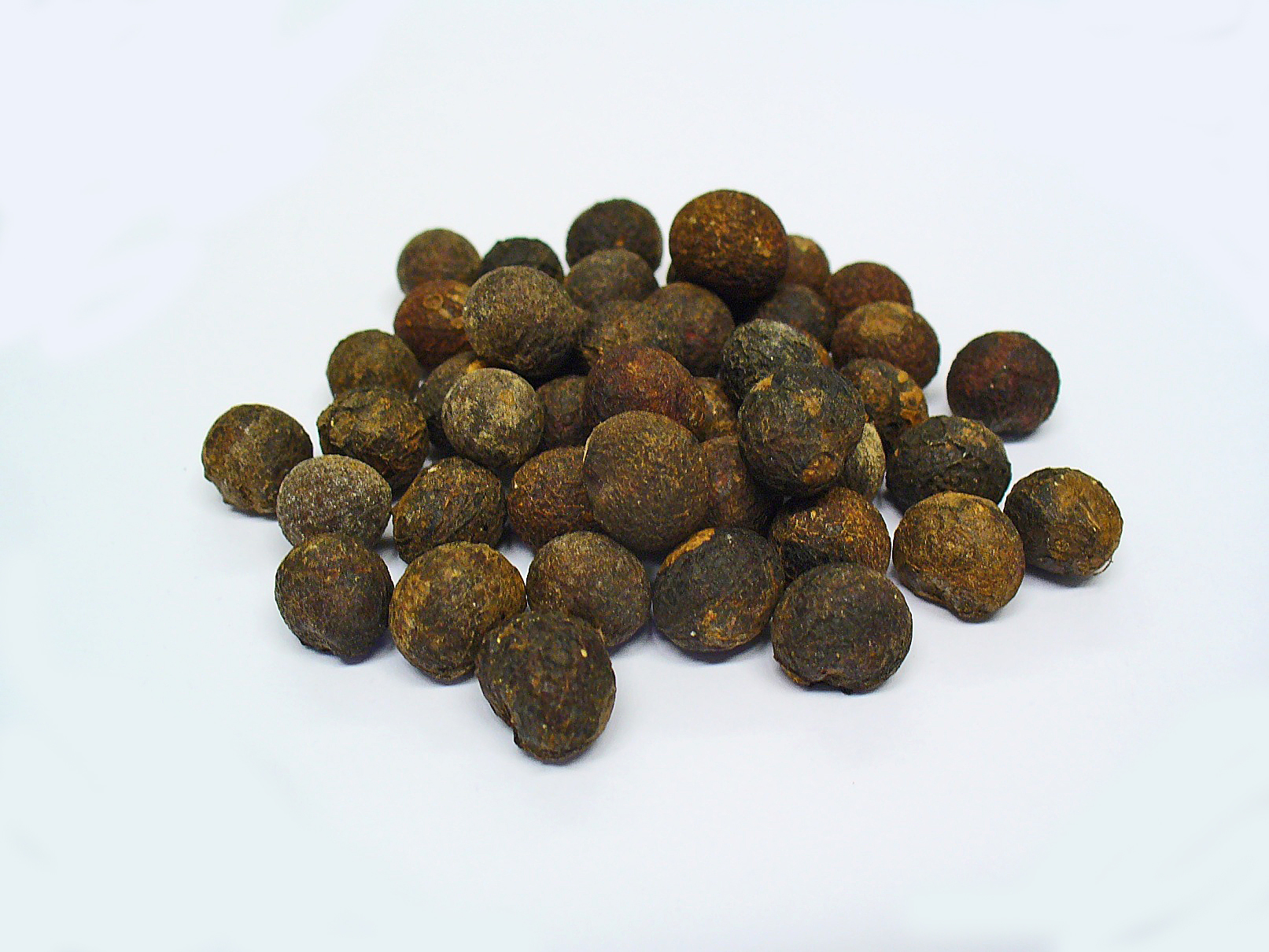
Fruits secs

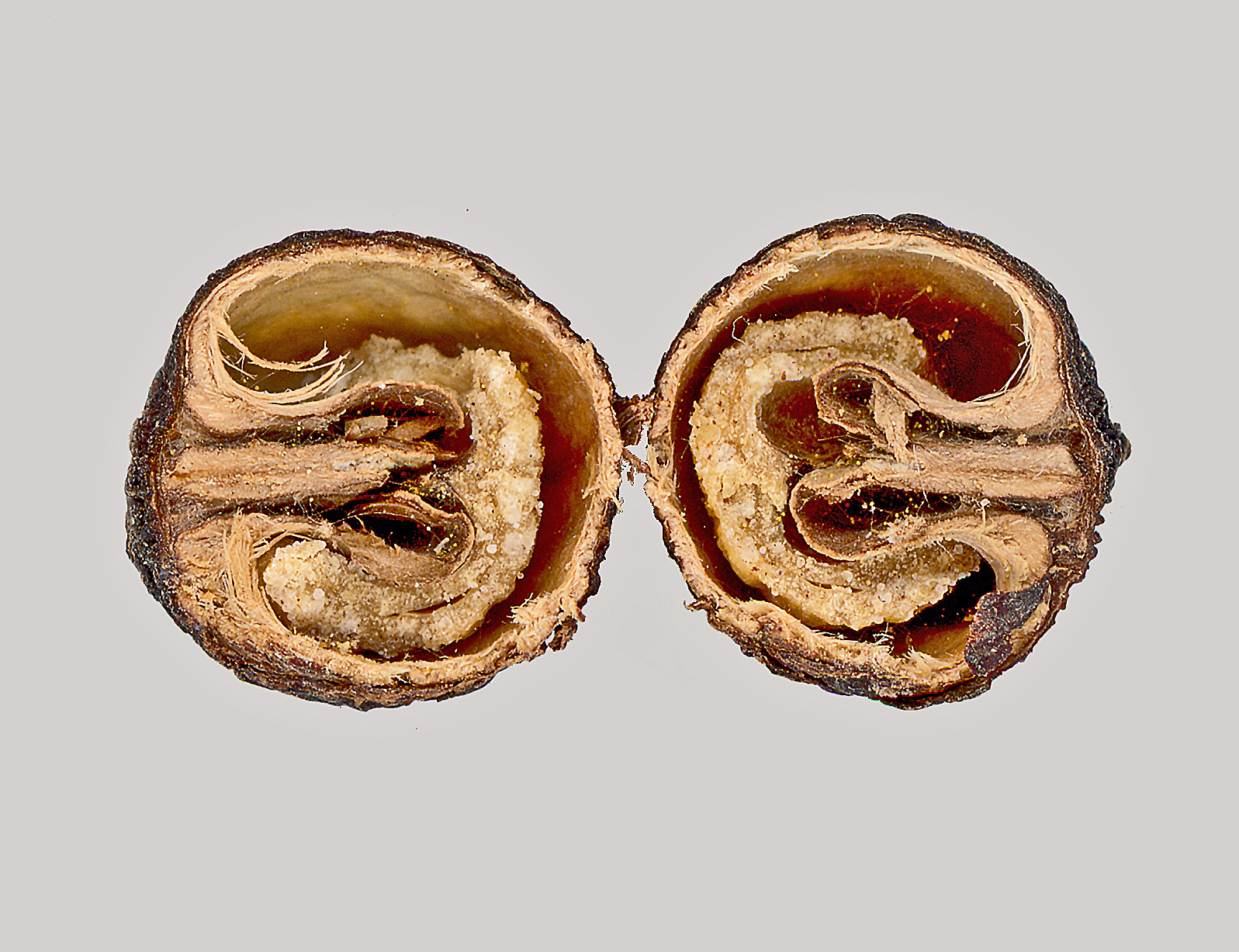
Fruit sec: secció longitudinal

La tija i arrel contenen alcaloides quaternaris com la berberina, palmatina, magnoflorina i la columbamina. Les llavors proporcionen picrotoxina, un sesquiterpè, mentre que la closca de la llavor contenen alcaloides terciaris.

## Usos
Les seves llavors matxucades són un pediculicida efectiu i tradicionalment també es fan servir per atordir els peixos per a pescar-los o com a plaguicida. En la farmacologia, rep el nom de Cocculus indicus.
Encara que siguin verinosos s'havia fet servir en begudes com la cervesa durant el segle xix Charles Dickens havia comentat aquesta pràctica
La fusta d'aquesta planta es fa servir com a combustible i per esculpir.